# Financement des établissements sociaux et médico-sociaux en France
 (mars 2013).
Le financement des établissements sociaux et médico-sociaux en France repose sur le principe selon lequel la personne accueillie a, avec l'établissement qui l'accueille, un lien de clientèle, le prix des prestations étant acquitté par un tiers subrogé (appelé ci-dessous "le financeur").

## Description du financement
À l’exception de quelques cas de figure particuliers dans lesquels la personne accueillie contribue effectivement au paiement d’une partie des prestations dont elle bénéficie (ex. : contribution aux frais d’hébergement et d’entretien des personnes handicapées adultes, paiement du tarif hébergement des personnes âgées non admises au bénéfice de l’aide sociale), l’obligation au paiement du prix s'impose à elle et se traduit par le jeu d’un mécanisme de subrogation légale.
En effet, les établissements et services sociaux et médico-sociaux sont financés, selon leur catégorie et les conséquences que cela implique en termes de compétences de tarification (État et/ou Conseil départemental), par des fonds issus de l’assurance maladie (régime assurantiel), de l’État et/ou du Conseil départemental au titre de l’aide sociale (régime assistantiel). Ces financements ont, lorsqu’ils se trouvent encore dans les caisses des payeurs, la nature de fonds publics. Cette qualification n’a jamais été discutée s’agissant des fonds d’aide sociale de l’État et des Conseils départementaux. Elle était plus discutable s’agissant des fonds de l’assurance maladie, les caisses de sécurité sociale étant des organismes de droit privé sui generis. Toutefois, le Conseil d’État, conduit à statuer sur plusieurs recours pour excès de pouvoir dirigés contre le décret no 2003-1010 du 22 octobre 2003 (décret budgétaire et comptable codifié aux articles R. 314-1 et suivants du Code de l'action sociale et des familles (CASF)) a eu l’occasion d’affirmer que tous ces fonds, quelle que soit leur provenance, ont la nature de fonds publics.
Le tarif – c’est-à-dire le financement alloué aux établissements et services sociaux et médico-sociaux au terme de la procédure règlementaire annuelle de  tarification – perd sa nature de fonds publics dès qu’il est versé aux dits établissements et services, sauf à ce que ces derniers soient gérés par une personne publique (ex. : gestion en régie par une Commune, établissement médico-social annexe d’un établissement public de santé (EPS), établissement géré par un établissement public tel qu’un centre communal d’action sociale ou CCAS). À cet égard, les organismes gestionnaires de droit privé – dont les associations déclarées ou reconnues d’utilité publique – ne subissent aucune des contraintes liées au maniement de fonds publics : pas de comptable public, pas de comptabilité publique.
L’explication de cette situation réside dans le fait que le tarif rémunère la réalisation de prestations. Le terme est expressément employé dans la législation et la réglementation budgétaire dont, en premier lieu le Code de l'action sociale et des familles : « Les établissements et services sociaux et médico-sociaux délivrent des prestations à domicile, en milieu de vie ordinaire, en accueil familial ou dans une structure de prise en charge. Ils assurent l'accueil à titre permanent, temporaire ou selon un mode séquentiel, à temps complet ou partiel, avec ou sans hébergement, en internat, semi-internat ou externat ». Les prestations dont il s’agit sont fournies aux usagers, c’est-à-dire aux personnes accueillies ou accompagnées par les établissements et services.
L’usager étant le client de l’établissement ou du service, se pose la question du lien entre lui et l’origine du financement de sa prise en charge. La réponse à cette interrogation réside dans les dispositions du Code civil qui instituent la subrogation légale : en effet, le bénéfice des prestations d’assurance maladie ou de l’aide sociale résulte de dispositions légales mettant à la charge du financeur une dette dont l’assujetti ou le bénéficiaire est le créancier, sous réserve d’avoir satisfait aux conditions légales et réglementaires du Code de la sécurité sociale ou du CASF,. Le lien de clientèle unissant la personne accueillie à l’organisme gestionnaire de l’établissement ou du service qui l’accueille est d’ailleurs expressément confirmé par la volonté du législateur de soumettre le contrat de séjour à la compétence de contrôle de la Direction générale de la concurrence, de la consommation et de la répression des fraudes (DGCCRF) dans les conditions de l’article L. 313-21 du CASF.

## Financeur
Le financeur est la personne qui paie la facture (le « tarif »). Ce n'est pas forcément lui qui établit ce tarif.

### L'usager
L'usager bénéficie le plus souvent de la prise en charge financière de son séjour en vertu d'un dispositif d'assurance sociale (logique assurantielle) ou d'aide sociale (logique assistantielle). Il dispose dans ce cas d'une créance sur le financeur en vertu d'une disposition du Code de la sécurité sociale ou du Code de l'action sociale et des familles : la sécurité sociale, le Conseil départemental et/ou l'État, selon les cas, paient en ses lieu et place le prix de son séjour.
C'est la raison pour laquelle l’usager est appelé à prendre à sa charge financière ce qui ne relève pas de ces mécanismes de solidarité : par exemple, dans une maison de retraite (établissement d'hébergement pour personnes âgées dépendantes ou EHPAD), il acquitte le prix de journée de l'hébergement dès lors qu'il n'a pas été admis au bénéfice de l'aide sociale départementale (en revanche, soins et dépendance sont pris en charge).
Le mode de participation de l'usager peut prendre la forme d'un forfait journalier, en particulier dans les structures pour adultes relevant d'un financement quasi intégral de l'assurance maladie. le montant de ce forfait est fixé par arrêté ministériel.
Le résident paie parfois par le biais d'une mutuelle, parfois par le biais d'outils de solidarité (CMU, etc.).
Les usagers d'établissements relevant du champ de l'enfance handicapée bénéficient de la prise en charge financière de leur séjour par la sécurité sociale.
Enfin, le résident est souvent incapable juridiquement et est donc représenté par un tuteur ou un curateur.
Néanmoins, le résident peut s'exprimer par son vote d'une part (quand il a le droit de vote) et plus directement par le biais de ses représentants au Conseil de la Vie Sociale.

### L'État
L'État finance essentiellement les structures faisant l'objet d'une solidarité ; le Conseil départemental étant chargé de l'action sociale, son propre champ d'intervention se réduit considérablement. Aujourd'hui[Quand ?] il intervient essentiellement dans le financement des établissements et services habilités justice, des CHRS et des CADA. Mais cela ne doit pas faire oublier le rôle de tarificateur de l'État (cf. infra).

### Le Département
Le conseil départemental finance ce qui relève de l'accompagnement social (aide sociale à l’enfance ou ASE), du handicap et de la dépendance (par le biais de l'APA). Le conseil départemental étant responsable de l'action sociale, son intervention dans le financement des établissements est éminente.

### La Sécurité Sociale
La Sécurité sociale intervient dans le financement des établissements sociaux et médico-sociaux le plus souvent par l'intermédiaire de la branche maladie (même si indirectement par le versement des retraites elle va intervenir pour les dépenses à la charge du résident par exemple). Autrement dit, tout ce qui relève du soin au sens sanitaire est financé par l’assurance maladie - tout du moins dans les établissements où elle est appelée à intervenir. Le budget national de la sécurité sociale est voté par le parlement sur le budget intitulé ONDAM, chaque année L'ONDAM finance l'assurance maladie et également sur une ligne spécifique les établissements médico-sociaux séparé en deux branches handicap et vieillesse (EHPAD).
L'ensemble de l' ONDAM médico-social est financé par l'intermédiaire de la Caisse nationale de solidarité pour l'autonomie (CNSA)
Il faut bien comprendre que le positionnement de la Sécurité Sociale est normalement assurantiel : elle finance des structures pour ses cotisants.
Pourtant un certain nombre de résidents ne cotisent pas (du moins pas directement) mais leur prise en charge est néanmoins assurée par les fonds de la Sécurité Sociale.
Dans le cadre de leur convention pluriannuelle tripartite, les EHPAD sont actuellement soumis à la convergence tarifaire sur la partie soin de leur budget, cela revient dans le cadre fermé de l'enveloppe nationale ONDAM à ce que les EHPAD bien dotés soient pénalisés pour reverser le surplus aux EHPAD les moins bien dotés. La convergence est engagée depuis 2011 elle devrait être terminée en 2018. comme les frais de personnels soignants sont très élevés entre 60 et 80 % des budgets les économies qui se font, sont sur ces frais essentiellement.

## Tarificateur
Le tarificateur est celui qui détermine le tarif à facturer mais ce n'est pas forcément le payeur. Par exemple, une Maison d'Accueil Spécialisée voit son budget global négocié avec l'État (en l'espèce le directeur général de l'Agence régionale de santé (ARS)), mais est tarificateur sur le soin financé par la Sécurité sociale. La partie hébergement est soit payée par l'usager soit par l'aide sociale départementale complétée par l'allocation logement du résident.
L'ensemble des financeurs délèguent à l'ARS la mission de négociation et de contrôle. Les ARS sont compétentes quel que soit le statut juridique de l'établissement public, privé non lucratif (associatif ou fondation) ou privé lucratif (entreprises).
Plus précisément, la tarification réside dans le fait pour le tarificateur d'approuver, au vu des propositions budgétaires initiales de l'établissement ou du service et au terme d'une procédure contradictoire avec l'autorité de tarification pouvant prévoir la réalisation d'abattements, le ou les tarifs de cet établissement ou service ainsi que les grands chapitres des charges et produits de son budget (3 groupes fonctionnels), au titre de l'exploitation et de l'investissement.
Les financements  dans le médico-social sont pilotées par la CNSA selon l’objectif global de dépenses (OGD) pour le médico-social (la politique de la santé  qui fixe des objectifs qualificatifs nationaux (4 ans) et la FLSS), l'ONDAM pour les hôpitaux). La CNSA répartie les fonds en fonctions de la politique de santé du secteur médico-social et du taux directeur du FLSS ( médico-social) entre les ARS. Au niveau des établissements les financements sont négociés et évalués à la fois par les établissements et les Agences régionales de santé au travers du CPOM contrat pluriannuel d'objectifs et de moyens, d'une durée de 5 ans.
Le CPOM détermine les moyens humains, l'adaptation de l'équipement aux mesures de qualité des soins, l'adaptation architecturale et les investissements en matériels.
L'adaptation à la qualité est déterminée par la Haute autorité de santé (HAS) au travers de recommandations publiées en direction des établissements. Cette mesure de la qualité est également sous la responsabilité de l'ARS (Médecin inspecteur de l'ARS).

## Budget
La transmission du budget prévisionnel de l'année N doit être adressé au tarificateur au plus tard le dernier jour d'octobre N-1, le cachet de la Poste faisant foi. Le contrôle de cette année N se fait sur le compte administratif dans le courant de l'année N+1 avant mai. les systèmes de tarification.
Le compte administratif doit être certifié par un expert comptable avant le dépôt à l' ARS. Les comptes de l'année N sont clos au 31 décembre mais le bilan établi au 28 février pour tenir compte des frais à payer et des recettes de l'année N perçues en N+1

## Exemples

### Structures à simple tarification
La majorité des Maisons d'Enfants à Caractère Social (MECS).
Les Établissements et services d'accompagnement par le travail (ESAT, ex CAT), financés par l'État.
Les centres d'hébergement et de réinsertion sociale financés (CHRS) par l'État.
Les foyers d'hébergement, financés par les départements (Conseils départementaux).

### Structures à double tarification
Exemples :
- CAMSP (centre d'action médico-social précoce) ;
- FAM (foyer d'accueil médicalisé).

### Structures à triple tarification
L'exemple le plus classique est l'établissement d'hébergement pour personnes âgées dépendantes (EHPAD).

## SERAFIN-PH
Le projet « Services et établissements : réforme pour une adéquation des financements aux parcours des personnes handicapées (SERAFIN-PH) » est une réforme de la tarification des établissements médico-sociaux lancée en 2014 par le gouvernement français et actuellement expérimentée dans certains établissements avant d'être entièrement déployée à compter de 2025.
Ce projet PH fait suite à diverses études dont le rapport Vachey-Jeannet (« Réforme de la tarification des établissements et services pour personnes handicapées »)  et le rapport Piveteau (zéro sans solution), les rédacteurs de ce projet décident de mettre en place une nécessaire adaptation, à leurs yeux, de l’offre aux besoins des personnes tout en entreprenant une réforme du financement du secteur médico-social.

## Contentieux
En cas de désaccord entre un ESSMS et son autorité de tarification sur le montant des ressources budgétaires allouées, le premier peut saisir du désaccord le Tribunal interrégional de la tarification sanitaire et sociale (TITSS), la Cour nationale de la tarification sanitaire et sociale (CNTSS) en appel et le Conseil d'État en cassation. La jurisprudence de ces juridictions de la tarification sanitaire et sociale éclaire les principes de la législation et de la règlementation en droit budgétaire et en droit du contentieux de la tarification.